# Guilherme Rodrigues
Guilherme Rodrigues (26 de agosto de 1918 – ...) foi um basquetebolista brasileiro que atuava como pivô.

## Carreira
Guilherme iniciou esportivamente no Botafogo, onde jogou durante toda sua carreira.
Representou o Brasil nos Jogos Olímpicos de Verão de 1948, em Londres, no Reino Unido, onde integrou a equipe que conquistou a medalha de bronze, a primeira em esportes coletivos para o país em uma Olimpíada.
Algumas fontes indicam que Guilherme, assim como Luís Benvenuti, participou dos Jogos Olímpicos de Verão de 1948, em Londres, integrando a equipe que conquistou uma medalha de bronze, a primeira em esportes coletivos para o Brasil em uma Olimpíada. Porém a CBB não os cita como medalhistas e seu status, assim como detalhes de suas carreiras como esportistas são obscuros. Alberto Marson, último integrante a falecer que integrou a equipe que ganhou o bronze na Londres 1948, também não os cita numa reportagem da Tribuna da Bahia, publicada em 1 de março de 2016.
A principal explicação para este fato talvez se deva pelo fato de Luís e Guilherme serem convocados como suplentes e na época apenas 10 jogadores de cada equipe entravam em quadra como titulares e reservas diretos e em nenhuma partida houve a necessidade da escalação dos suplentes. 
Guilherme ainda chegou ao pódio em duas oportunidades em campeonatos sul-americanos: Na Uruguai 1940 e na Rio 1947, respectivamente bronze e prata.